# Firestone

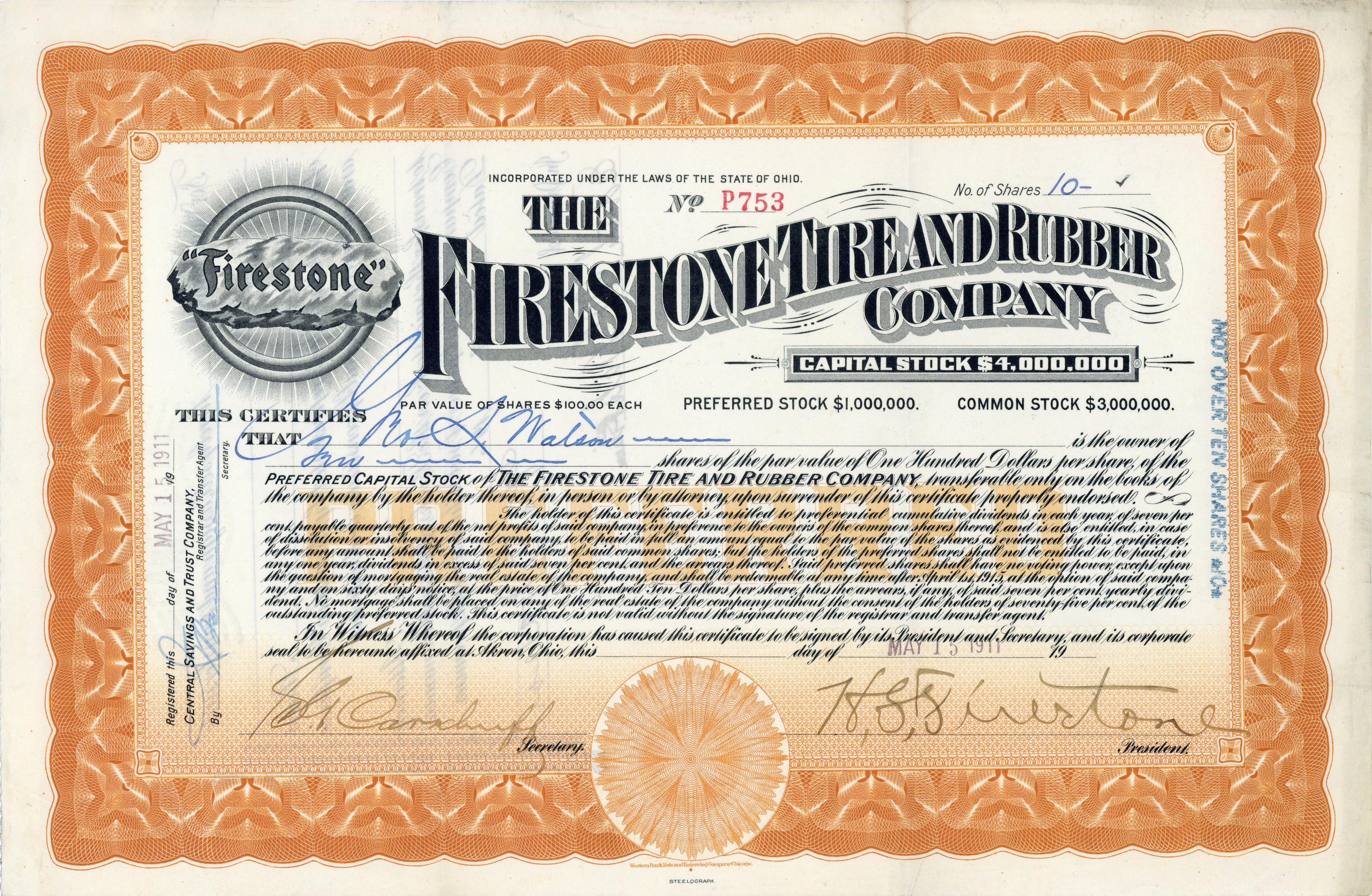
Acción preferente de la Firestone Tire and Rubber Company por 10 títulos de 100 dólares cada uno, emitida el 15 de mayo de 1911 en Akron, Ohio, firmada por Harvey S. Firestone como Presidente

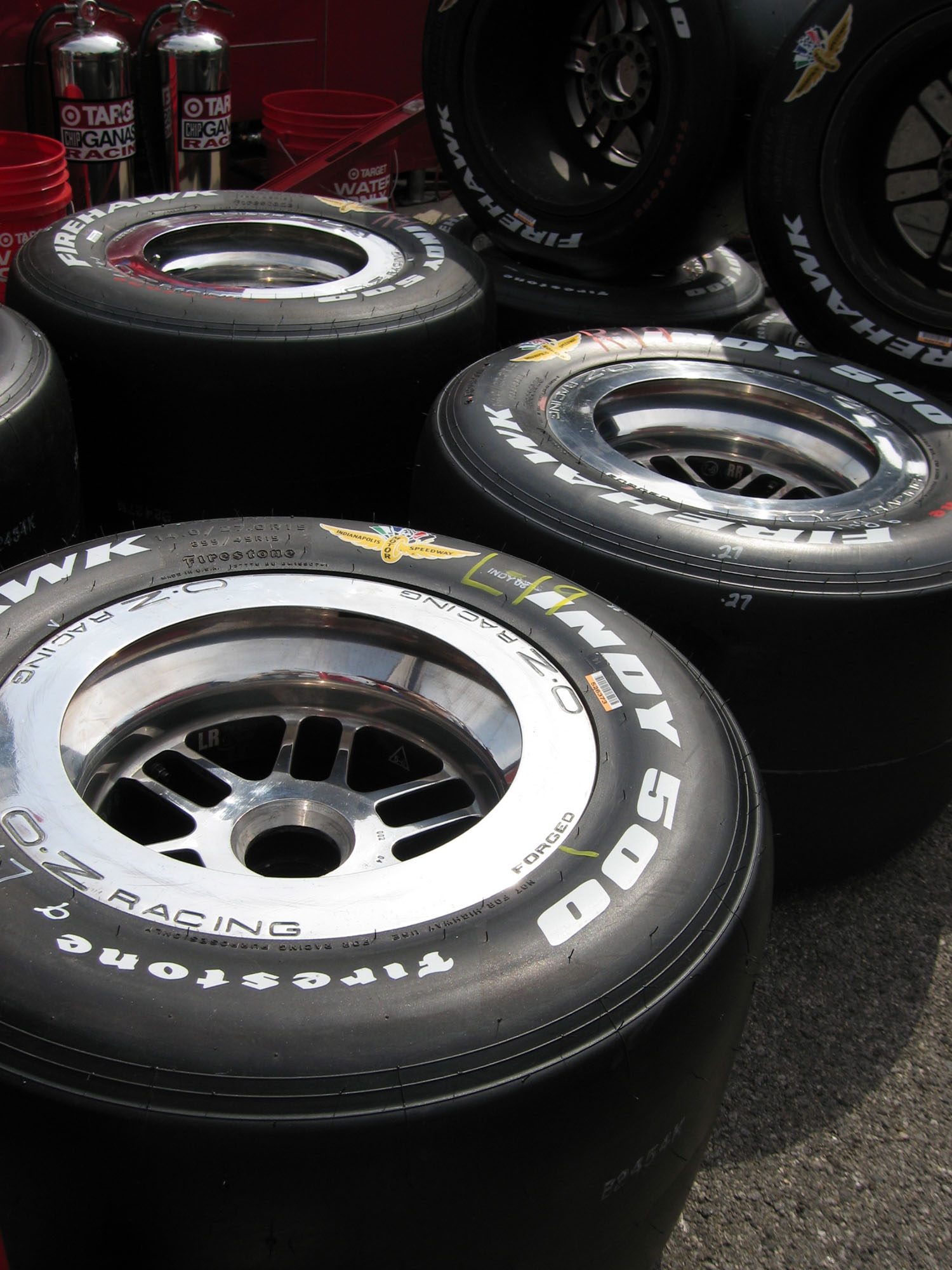
Un neumático "Firestone".

La Firestone Tire and Rubber Company, es una empresa estadounidense, especializada en la fabricación de productos derivados del caucho. Fue fundada por Harvey Samuel Firestone a finales del siglo XIX para fabricar neumáticos para vehículos de transporte. Firestone contactó con Henry Ford, fabricante que había perfeccionado la producción en cadena y llegó a un acuerdo con él para proveer de neumáticos a los automóviles de su fábrica, además de vender neumáticos independientemente.

## Sede
Firestone tenía la sede principal en Akron, Ohio, donde también se encontraba la sede principal de su rival, Goodyear. Ambas compañías se convirtieron en los principales proveedores de neumáticos en Estados Unidos durante 75 años. Finalmente, la compañía fue comprada por otra compañía del sector, la japonesa Bridgestone, en el año 1988.
Firestone fabricó neumáticos para vehículos de Fórmula 1 desde 1950 hasta 1974.
La empresa también fue proveedora de neumáticos para las 500 Millas de Indianápolis durante gran parte de su historia. La marca obtuvo su primer gran apariencia deportiva en la edición inaugural de 1911, tras ganar un Marwon Wasp con sus neumáticos resistentes y de gran seguridad. Más adelante, todas las ediciones desde 1920 hasta 1966 las obtuvo Firestone. Luego de una muerte en las 500 Millas de Indianápolis de 1973, Firestone se retiró de las carreras de automóviles Indy al finalizar la temporada. El fabricante retornó en 1995, de la mano de Bridgestone. Para 2000, Goodyear se retiró tanto de la CART como de la IndyCar Series, de modo que Firestone ha sido desde entonces el único proveedor de neumáticos de automóviles Indy.